# Heinrich von Maur

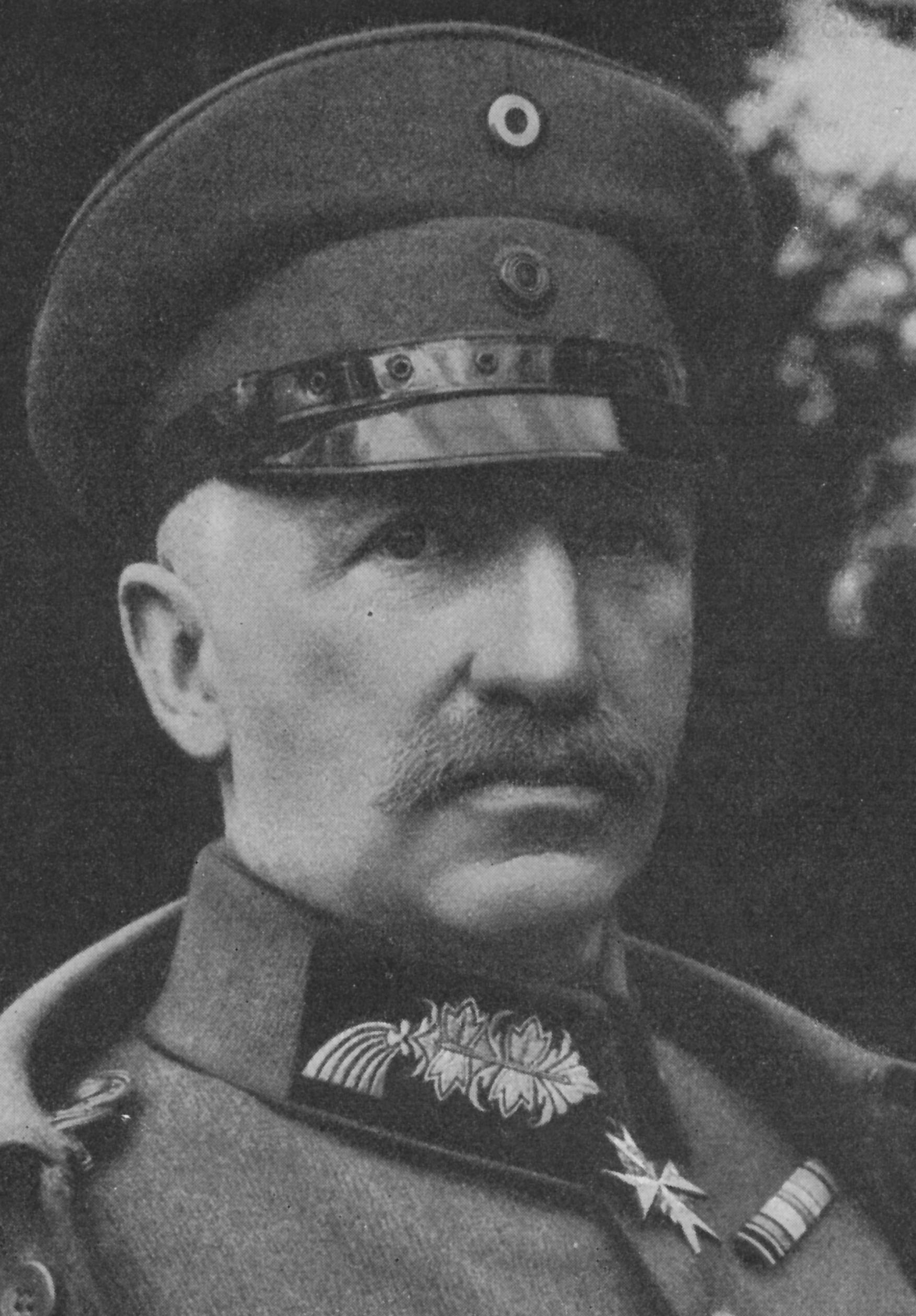
Heinrich von Maur (1928)

Karl Theodor Alexander Heinrich von Maur (* 19. Juli 1863 in Ulm; † 10. April 1947 in Stuttgart) war ein deutscher General der Artillerie.

## Leben
Maur trat 1881 dem Feldartillerie-Regiment „Prinzregent Luitpold von Bayern“ (2. Württembergisches) Nr. 29 bei, wo er am 5. Februar 1883 zum Sekondeleutnant befördert wurde. Unter gleichzeitiger Beförderung zum Oberst ernannte man ihn am 22. März 1913 zum Kommandeur seines Stammregimentes.
Mit Ausbruch des Ersten Weltkriegs machte sein Regiment mobil und kam zunächst an der Westfront zum Einsatz. Hier beteiligte es sich an den Schlachten bei Longwy, um die Maasübergänge und Varennes. Anschließend wurde das Regiment nach Nordfrankreich verlegt und kämpfte bei Lille und Ypern. Anfang Dezember 1914 von der Front abgezogen, folgte der weitere Einsatz in Polen und hier bei den Schlachten von Łowicz-Sannicki und an der Rawka-Bzura.
Am 24. Dezember 1914 gab Maur sein Kommando ab und wurde zum Kommandeur der 79. Reserve-Feldartillerie-Brigade der 79. Reserve-Division ernannt. Als solcher konnte er sich erstmals während der Winterschlacht in Masuren bewähren. Es schlossen sich die Kämpfe am Bobr sowie die Stellungskämpfe bei Augustow an. Im Hochsommer 1915 geriet die Front mit der Erstürmung der Festung Kowno wieder in Bewegung. Es folgte die Njemenschlacht und bis Anfang Oktober 1915 die Schlacht bei Wilna. An der erreichten Linie Krewo–Smorgon ging die Brigade dann wieder zum Stellungskrieg über. Hier erfolgte am 27. Januar 1916 Maurs Beförderung zum Generalmajor. Am 5. Juni 1916 kehrte er dann an die Westfront zurück und übernahm dort die 26. Reserve-Feldartillerie-Brigade, die er auch während der Schlacht an der Somme kommandiert. Kurzzeitig fungierte Maur ab Februar 1917 als Artillerie-Kommandeur Nr. 122, um bald darauf am 12. März 1917 die Ernennung zum Kommandeur der 27. Division (2. Königlich Württembergische) zu erhalten. Der Verband fand zu diesem Zeitpunkt als Übungsdivision beim Führerkursus Valenciennes-Solesmes Verwendung und trat dann an der Arras-Front während der Frühjahrsschlacht in die dortigen Kämpfe ein. Die Division konnte dabei den ihr bei Bullecourt zugeteilten Abschnitt gegen einen zahlenmäßig weit überlegenen und mit Tanks ausgestatteten  Gegner halten und alle Angriffe britischer und australischer Streitkräfte abwehren. Für diese Erfolge wurde Maur am 20. Mai 1917 der Orden Pour le Mérite verliehen.

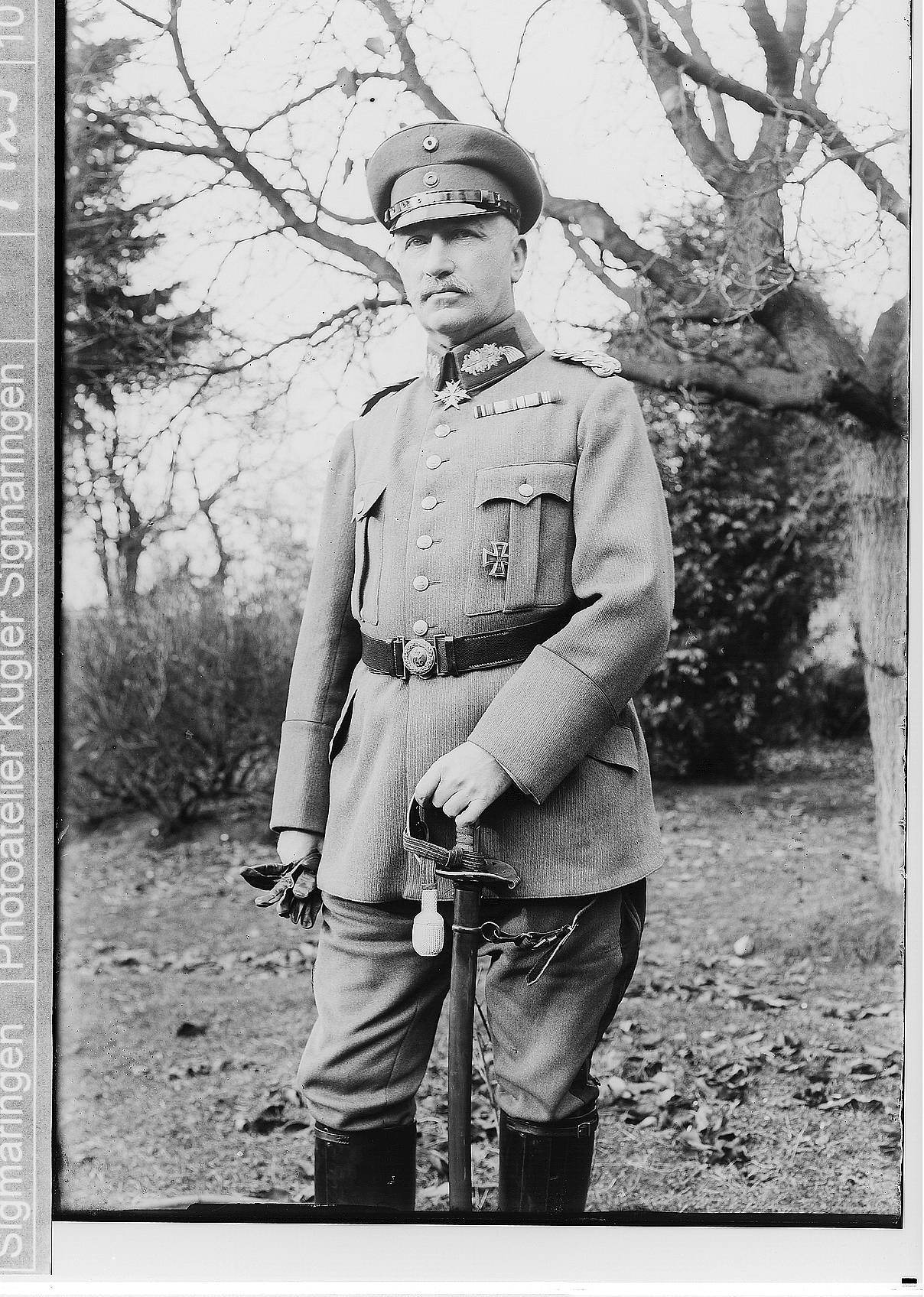
Heinrich von Maur (um 1917)

Nach knapp dreimonatigen Stellungskrieg nahm die Division daraufhin an der Dritten Flandernschlacht teil. Im Frühjahr beteiligte sich der Verband bei der 2. Armee an der Frühjahrsoffensive und konnte dabei größere Geländegewinne realisieren, bevor sie wieder in die Verteidigung überging. Zuletzt kämpfte sie in der Abwehrschlacht an der Maas, bis der Waffenstillstand in Kraft trat.
Nach Kriegsende führte Maur seine Division in die Heimat zurück, wo der Verband zunächst demobilisiert und schließlich aufgelöst wurde. Anschließend betraute man Maur am 1. Oktober 1919 mit der Leitung der Abwicklungsstelle des XIII. (Königlich Württembergisches) Armee-Korps. Diese Stelle hatte er bis zum 3. November 1919 inne und wurde dann unter gleichzeitiger Verleihung des Charakters als Generalleutnant in den Ruhestand verabschiedet.
Im Wintersemester 1919/20 nahm Maur ein Studium an der Technischen Hochschule Stuttgart auf, das er 1921/22 an der Universität Tübingen fortsetzte. Im Februar 1922 wurde er bei Theodor von Pistorius mit der Arbeit Über die Kaufkraft des Geldes im neuzeitlichen Verkehr zum Dr. sc. pol. promoviert.
Von 1924 bis 1938 fungierte Maur als Präsident des Württembergischen Kriegerbundes. Am 13. September 1936 war Maur der SS (SS-Nummer 276.907) beigetreten, in der er zuletzt als SS-Obergruppenführer (seit 19. Juli 1944) fungierte. Er schloss sich zudem zum 1. Mai 1937 der NSDAP an (Mitgliedsnummer 5.890.310).
Maur erhielt am 27. August 1939, dem sogenannten Tannenbergtag, den Charakter als General der Artillerie verliehen.

## Auszeichnungen
- Kronenorden III. Klasse[4]
- Württembergisches Dienstehrenzeichen I. Klasse[4]
- Eisernes Kreuz (1914) II. und I. Klasse
- Ritterkreuz des Württembergischen Militärverdienstordens am 1. November 1914[5]
- Komtur des Ordens der Württembergischen Krone mit Schwertern am 15. August 1916[6]
- Roter Adlerorden II. Klasse mit Schwertern im Oktober 1916[7]
- Bayerischer Militärverdienstorden II. Klasse mit Schwertern im März 1917[8]
- Komtur I. Klasse des Friedrichs-Ordens mit Schwertern am 16. November 1917[9]